# Heggadigere, Channarayapatna
Heggadigere là một làng thuộc tehsil Channarayapatna, huyện Hassan, bang Karnataka, Ấn Độ.